# 工兵铲

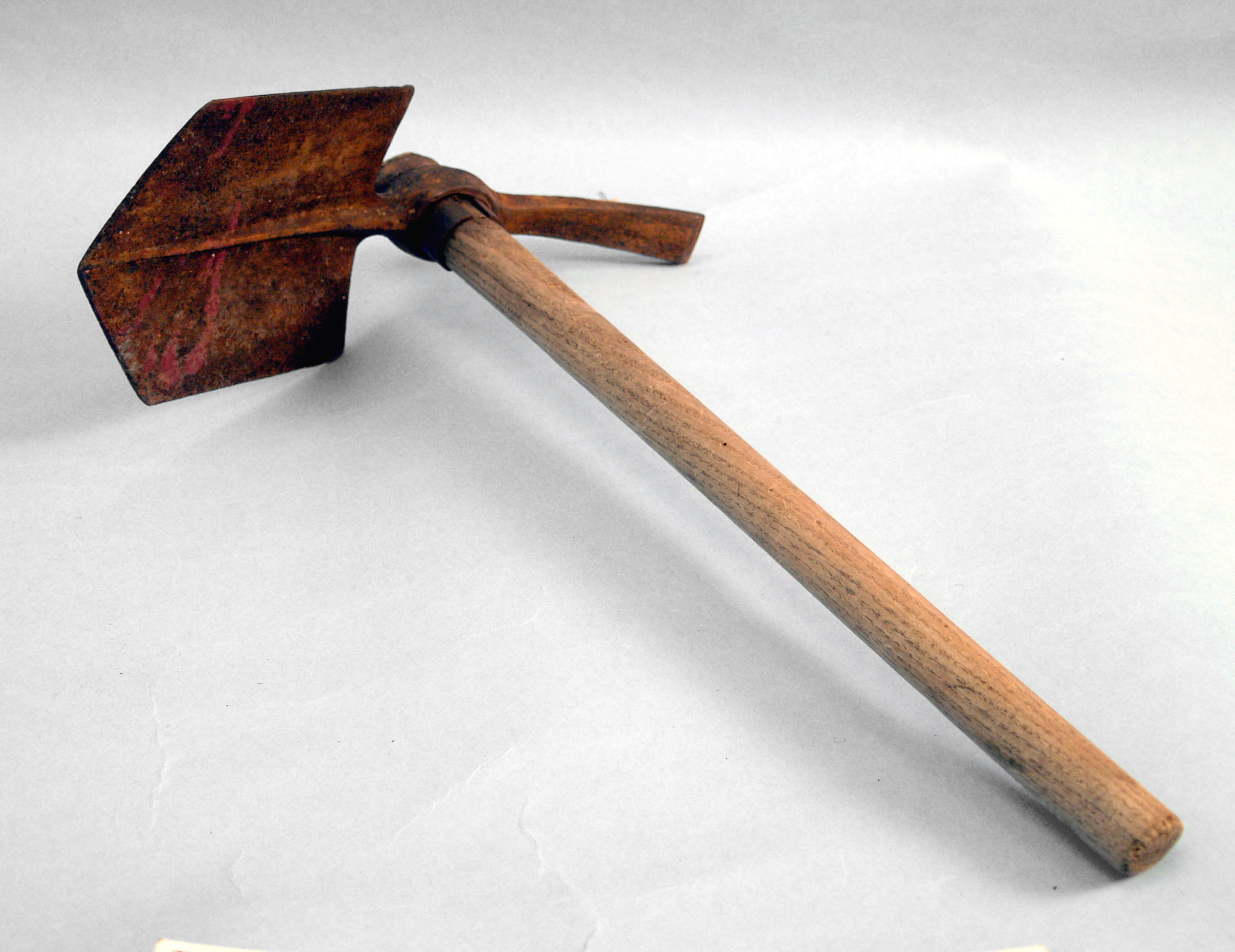
第一次世界大战中使用的工兵铲

工兵铲是工兵的常规配备装备。出于方便军事行动的目的，许多工兵铲均包含铲、镐、锯等多种功能，部分則新增開瓶的功能，許多工兵鏟設計成可折疊，以方便攜帶。原為軍事功能之用，但後來工兵鏟也常用於平時的登山、野營等活動或園藝、救災、考古、考察水土資源、採集水土樣本等工作之中。